# 南海蔭山新監督急死騒動
南海蔭山新監督急死騒動（なんかいかげやましんかんとくきゅうしそうどう）は、1965年（昭和40年）11月13日に鶴岡一人の後任として日本プロ野球の球団「南海ホークス」の監督に就任したヘッドコーチの蔭山和夫が、就任から僅か4日後の11月17日に急死したことによって生じた騒動である。

## 概要

### 鶴岡の南海退団
南海ホークス監督の鶴岡一人は監督就任20年目の1965年（昭和40年）に2リーグ制後では通算8度目のパ・リーグ優勝を決めたが、読売ジャイアンツとの対戦となった日本シリーズは1勝4敗で敗れた。
日本シリーズ閉幕の翌日である11月6日、鶴岡は大阪市難波にある旅館「新常盤」で午後5時から記者会見を行い、「南海を退団したい。明日、壷田修オーナーへ辞表を提出する」と発表した。退団の理由について鶴岡は、日本シリーズ敗退の責任ではなく「春季キャンプの時から監督生活20年目となるこの年を最後に辞任することを決意していた」と述べ、後任に道を譲るとした。鶴岡は会見の翌日、午前8時に泉北郡高石町（現：高石市）にある壺田の自宅を訪ねて辞表を提出した。そこには球団社長の新山滋も同席しており、壺田と新山から思い留まるよう説得されたが鶴岡の意思は固く、南海退団は決定的となった。
なお、鶴岡の記者会見が行われた6日にはヘッドコーチの蔭山和夫も新山へ辞表を提出していた。蔭山は翌日、高石町にある自宅に報道陣を招いて記者会見を行い、前日に辞表を提出したことを明かしたうえで現在の心境について「日本シリーズで敗れた原因となった打撃と守備の担当者として責任を感じる」と述べた。しかし蔭山には、チームが低迷していた1962年（昭和37年）に「指揮官が悪ければ部隊は全滅する」として鶴岡が休養した際に監督代行を務めた経験があり、さらに最終的に2位まで順位を上げた実績があったために鶴岡の後任としては最有力候補だった。その蔭山が辞表を提出したことで球団内部は大揺れとなった。この事態に球団は11月8日に大阪市内で役員会を開催し、鶴岡の辞任を認めると共に蔭山の監督昇格を決め、鶴岡の南海退団が正式に決定した。鶴岡は11月9日、大阪球場で開催された選手の集会に参加して退団の挨拶を行った。

### 蔭山の監督就任要請
鶴岡の退団が正式に決定したことを受け、新山は11月8日に開催された役員会を終えるとすぐに大阪市内にある鶴岡の自宅へ向かい、辞任が了承されたことを伝えた。さらに蔭山の監督就任を説得するための協力を依頼し、鶴岡も「できるだけ協力する」と了承した。新山はその足で蔭山の自宅を訪ね、退団を撤回して監督就任を承諾するよう要請した。蔭山は依然として辞意が固かったものの、9日までに返答する旨を伝えた。蔭山は翌日、鶴岡の自宅を訪ねて監督就任要請について相談すると就任を勧められたことで態度を軟化させ、その足で大阪市内の球団事務所にいる新山を訪れ、条件付きで承諾する旨を伝えた。
11月11日午前、新山は蔭山を球団事務所に招き、蔭山が提示した条件を了承すると伝えた。しかし蔭山は「口約束だけでは不安だ」として文書化を要求した。その後、11月13日午前10時から南海電気鉄道（当時は大阪市南区に所在）本社内で壺田、新山、蔭山、鶴岡の4名が話し合った結果、球団側は蔭山の要望を全面的に受け入れることを決め、午後1時45分から蔭山が単独で記者会見を開き、自らの口で監督就任を正式に発表した。

### 鶴岡争奪戦
一方、南海を退団した鶴岡には東京オリオンズとサンケイ・スワローズの2球団から監督就任の要請があった。鶴岡の退団が正式に決定した11月8日に東京オリオンズのオーナーである永田雅一が大映本社で記者会見し、「鶴岡君獲得のため、10日に大阪へ行く予定だ」として監督就任を正式に要請することを表明した。当時の永田はパシフィック・リーグの総裁も兼任しており、リーグの繁栄のためには鶴岡が東京の監督に就任してパ・リーグに残留させることが必要とも述べた。東京に続いて11月9日にはサンケイの球団社長である友田信も本社内で記者会見を開き、鶴岡の獲得を目指すことを正式に表明した。
永田は予定通り、11月10日午後に航空機で大阪入りした。伊丹空港で記者会見を開いた永田は「壺田オーナーに了解を得ることと、鶴岡君がパ・リーグに残ってくれるよう頼みたい」と述べた。永田は翌日、まず大阪市内にある南海電鉄本社の壺田を訪れて監督就任要請を行うことについて了承を得てから鶴岡の自宅を訪ね、自らの口で東京オリオンズの監督就任を要請した。鶴岡は会談後、集まった記者団に対して監督就任を要請されたことを述べてから「永田さんの次に、明日、サンケイの水野社長と会う予定だが、2人とも会うのは一回だけにしたい。今日、永田さんの条件を聞いて、明日、水野さんに条件を聞いたうえで、これまで世話になった人とも相談してどちらかに決める」と語った。翌日、鶴岡は大阪市北区の大阪グランドホテルで水野と面会し、サンケイ・スワローズの監督就任を要請された。鶴岡は永田、水野と会談した際に同じ質問内容を示し、入団の条件や選手の補強方針などを問い、回答を得た。
両者との会談を終えた鶴岡は、11月13日午前10時から南海電鉄本社内で壺田、新山、蔭山、鶴岡の4名が集まって話し合った後に報道陣に対し、「東京か、サンケイか、どちらを選ぶかは16日か17日までに決める。決まった場合は東京で発表したい」と語った。友人や関係者とも会談した鶴岡は期限日である16日、自身の退団会見を行った大阪市内の旅館「新常盤」で午前中から夕方まで協議を重ねた。新常盤には多数の報道陣が詰めかけ、午後1時頃に「鶴岡の代理人」を名乗る友人が姿を見せて鶴岡の状況を「まだ白紙の状態」と語ったが、午後4時を過ぎた頃になって、安堵の表情で鶴岡本人が姿を見せた。その表情からはどちらかに決めた様子がうかがえたが、球団名こそ明かさなかったものの「明日（11月17日）の午前中に東京へ向かい、午後4時に旅館『神宮橋』で（監督に就任する）球団とこれまでの経緯を発表する」と語った。
しかし、17日の当日に思わぬ事態が発生する。

### 蔭山の突然死
鶴岡が次期監督を東京、産経のどちらで務めるのか注目していた11月16日、蔭山は大阪市内で毎日新聞のインタビューに応じてから高石町の自宅へ戻り、日付が変わった11月17日午前0時頃にブランデーと精神安定剤を服用して就寝した。ところが、午前3時頃に母・ミキ枝が応接間で倒れている蔭山を発見した。蔭山は直ちに近隣の高石病院へ救急搬送されたがすでに衰弱しており、午前4時頃に心肺停止となった。心臓マッサージを試みるも蘇生せず死亡が確認された。38歳没。搬送時に妻へ「野村（克也、選手会長兼主将）に連絡してくれ」と言ったのが最後の言葉となった。蔭山の死因は急性副腎皮質不全と診断され、最近のストレスが重なったものとされた。家族の話では、蔭山は日本シリーズ終了後の11月6日から毎日2時間程度しか睡眠できずに精神安定剤を多用しており、死亡数日前は誰が見ても明らかにやつれていたという。蔭山は南海ホークス監督就任から僅か4日後に死去、さらに亡くなった当日は鶴岡による監督就任を発表する当日だっただけに、球界のみならず世間全体に衝撃を与えた。鶴岡は蔭山の訃報を聞き、予定していた上京を延期すると発表した。
蔭山の急死を受けて、南海は再び新監督を選定しなければならなくなった。球団社長の新山は同日夕方に本社内で報道陣に対し、蔭山の球団葬を執り行う旨を発表してから「球団葬が終わり次第、後任の監督を決める。後任者はチーム内から選定することとし、鶴岡氏を呼び戻すつもりはいまのところ無い」と語った。鶴岡自身も「もう私は南海を離れたし、たとえ慰留されても残る気は無い」と復帰を否定した。
しかし、チーム内には鶴岡の復帰を望む声が日に日に高くなっていった。11月18日には南海ホークスのコーチ陣と野村、エースの杉浦忠が大阪市内にある鶴岡の自宅を相次いで訪ねて監督復帰を要請したが、鶴岡は「気持ちはありがたいが無下に断れないし、かといって『はい、そうですか』とも言えない」と返答するに留めた。野村はさらに新山の自宅も訪ね、「選手の総意」として鶴岡の復帰を要望する意思を伝えた。野村の熱意は実を結び、球団も鶴岡の復帰を要請する方針を固めた。

### 鶴岡、南海復帰
11月19日午後2時から蔭山の密葬が高石町の自宅で執り行われた。密葬後、壺田は午後4時30分から南海電鉄本社で鶴岡を招き、監督復帰を要請した。鶴岡は「親しい人と相談して明日までに返事を出す」と約束した。11月20日に蔭山の球団葬と告別式が13時より阿倍野の斎場で執り行われ、鶴岡は参列後にそのまま南海電鉄本社向かって午後4時40分から記者会見を開き、「故蔭山監督の遺志を継ぐために、再び南海のユニフォームを着ることにした」と語った。これによって鶴岡の復帰が正式に決定した。
鶴岡の南海復帰が決まったため、獲得に動いていた東京、サンケイは新たに監督を選任せざるを得なくなった。永田は同日に東京都内で記者会見を開き、「縁が無かった。諦めきれないが諦めるしかない。だが、鶴岡君がパ・リーグに残ってくれたのがせめてもの慰めだ」と語った一方で、南海に対しては「壺田君からは現在まで何の連絡も無い」と批判した。サンケイ球団社長の友田も「招聘したかったが、南海の内部事情で実現できず残念。新監督は21日に発表することとしている」と語った。その後、サンケイはヘッドコーチの飯田徳治の監督昇格を発表し、東京も25日に二軍監督だった田丸仁の就任を発表した。

### その後
11月21日、鶴岡は上京して東京オリオンズの永田、サンケイ・スワローズの水野の元を訪れて謝罪した。永田は謝罪しようとした鶴岡の言葉を遮り、「プロ野球と日本人の人情は相容れないものがある。人情はもうこれで終わりにして、これからは人格を変えてやれよ」と忠告したという。蔭山の弔い合戦となった1966年（昭和41年）はリーグ優勝こそ果たしたものの、その後は急速に力を付けてきた西本幸雄が率いる阪急ブレーブスの前に屈し、1967年（昭和42年）には監督生活で唯一となるBクラス（4位）に転落した。鶴岡は1968年（昭和43年）のシーズン終了後に勇退したが、後任の監督は奇しくも、サンケイでの鶴岡の監督就任が叶わずにヘッドコーチから昇格した飯田が、前年に古巣・南海に復帰して1年でこちらも「監督昇格」となった。
蔭山の急死によって鶴岡が南海へ復帰することとなったが、「鶴岡が南海退団後に監督就任を決めたチームはどちらだったのか」という疑問は、鶴岡自身がずっと沈黙を保っていたために長期間明かされることが無かった。しかし、1985年（昭和60年）に永田が亡くなった際に、集まった報道陣に対して「あの人（永田）のお世話になるつもりだった」と漏らした。